# Oscar Damiani
Giuseppe Oscar Damiani (Brescia, Provincia de Brescia, Italia, 15 de junio de 1950) es un exfutbolista y agente italiano. Se desempeñaba como delantero.

## Trayectoria
Se formó en la cantera del Inter de Milán. En el verano de 1969 fue transferido al Lanerossi Vicenza, donde enseguida logró un puesto de titular; quedó cuatro temporadas en el conjunto blanquirrojo, marcando 14 tantos. Sucesivamente militó en equipos de nivel como Napoli, Juventus de Turín, Genoa y Milan. Concluyó su carrera de futbolista en la Serie B, jugando con Parma y Lazio, después de un paréntesis en Estados Unidos con el New York Cosmos.

## Selección nacional
Ha sido internacional con las selección de fútbol de Italia, jugando tres partidos con la sub-21 y dos con la absoluta.

## Clubes
| Club            | País           | Año         |
| --------------- | -------------- | ----------- |
| LR Vicenza      | Italia         | 1969 - 1972 |
| SSC Napoli      | Italia         | 1972 - 1973 |
| LR Vicenza      | Italia         | 1973 - 1974 |
| Juventus FC     | Italia         | 1974 - 1976 |
| Genoa CFC       | Italia         | 1976 - 1979 |
| SSC Napoli      | Italia         | 1979 - 1982 |
| AC Milan        | Italia         | 1982 - 1984 |
| New York Cosmos | Estados Unidos | 1984        |
| AC Parma        | Italia         | 1984 - 1985 |
| SS Lazio        | Italia         | 1985 - 1986 |

## Palmarés

### Campeonatos nacionales
| Título  | Club        | País   | Año         |
| ------- | ----------- | ------ | ----------- |
| Serie A | Juventus FC | Italia | 1974 - 1975 |
| Serie B | AC Milan    | Italia | 1982 - 1983 |

### Distinciones individuales
| Distinción                           | Año         |
| ------------------------------------ | ----------- |
| Máximo goleador de la Serie B        | 1978 - 1979 |
| Máximo goleador de la Copa de Italia | 1979 - 1980 |

## Agente
Ha sido el agente de jugadores como Alessandro Costacurta, Massimo Marazzina, Giuseppe Signori, Christian Panucci, Marco Simone, Lilian Thuram y Andriy Shevchenko. Actualmente es el agente de Tommaso Rocchi, Kevin Constant, Mikaël Silvestre, Sergio Pellissier, Jean-François Gillet y Flavio Roma.